# Роберт Кочарјан
Роберт Седраки Кочарјан (јерм. Ռոբերտ Սեդրակի Քոչարյան; Степанакерт, 31. август 1954) јерменски је политичар који је служио као председник Јерменије од 1998. до 2008. године и премијер Јерменије од 1997. до 1998. године. Претходно је био председник Републике Арцах од 1994. до 1997. године, као и њен премијер од 1992. до 1994. године.